# مجدلیون
مجدلیون (به عربی: مجدليون) یک منطقهٔ مسکونی در لبنان است که در شهرستان صیدا واقع شده‌است.
 مجدلیون ۱٫۵ کیلومتر مربع مساحت دارد.